# Anthoceros
Anthoceros,  es uno género en el familia Anthocerotaceae. El género es global en su distribución. Su nombre significa "flor cuerno 'y se refiere a la característica forma de cuerno de sus esporófitos que todos los antoceros producen. El color oscuro de la esporas es la forma más fácil de distinguir Anthoceros del género relacionado Phaeoceros, que produce las esporas de color amarillo.
El género se caracteriza por tener las esporas de color marrón oscuro a negro, y un talo relativamente volante en comparación con Phaeoceros, con cavidades más grandes y más profundas que Phaeoceros.
Comprende 118 especies descritas y de estas, solo 57 aceptadas y un gran número pendientes de aceptar.

## Taxonomía
El género fue descrito por Carlos Linneo y publicado en Journal of Botany, British and Foreignes un género descubierto , que al parecer tiene vida 66: 141. 1928. La especie tipo es:  Anthoceros punctatus L

## Especies seleccionadas
- Anthoceros adscendens Lehm. & Lindenb.
- Anthoceros aethyopicus Gola
- Anthoceros affinis Schiffner
- Anthoceros agrestis Paton
- Anthoceros alatrifrons Stephani
- Anthoceros alpinus Stephani
- Anthoceros andinus Stephani
- Anthoceros punctatus L. Linneo